# Jüdischer Friedhof (Kornelimünster)

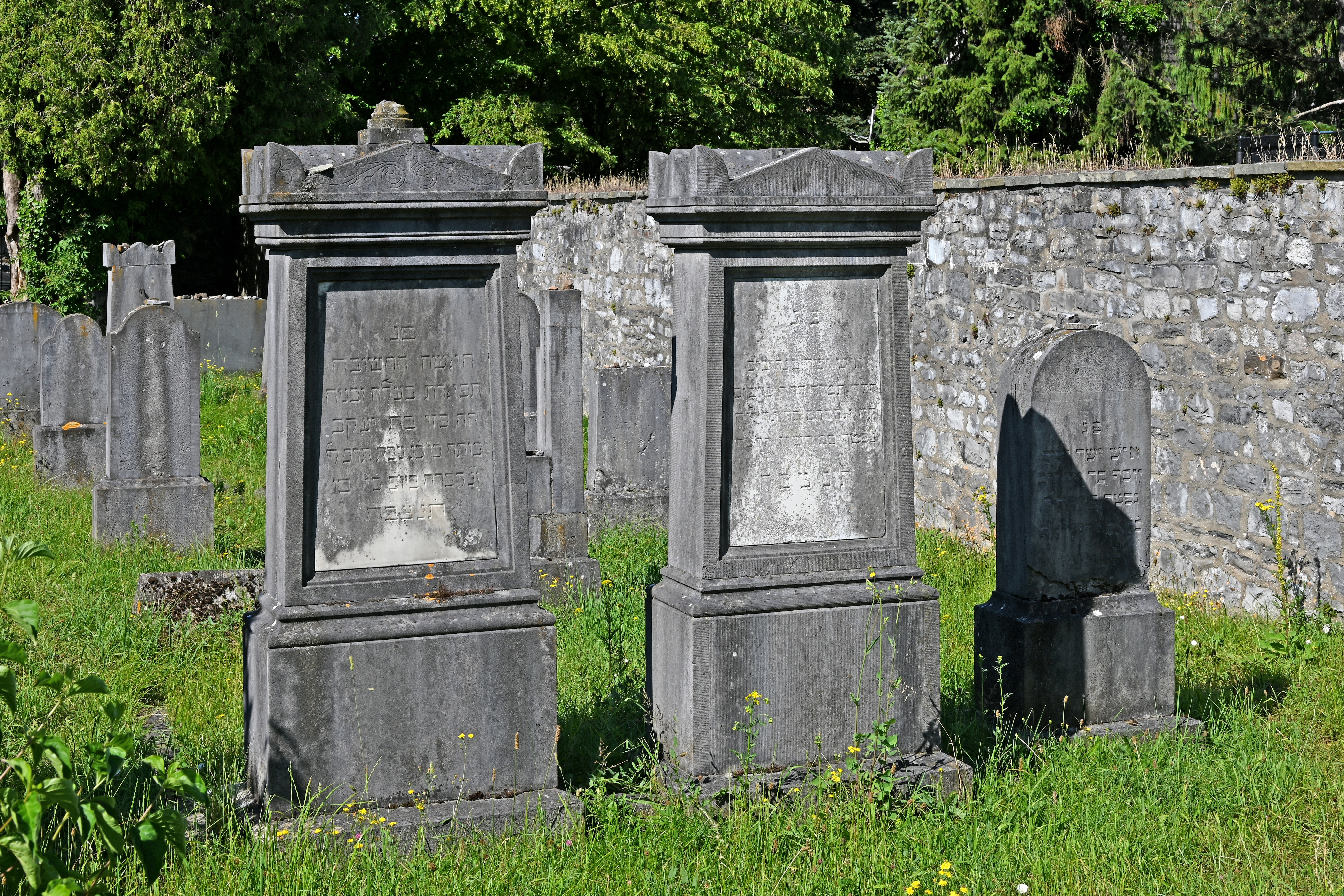
Jüdischer Friedhof in Kornelimünster

Der jüdische Friedhof Kornelimünster liegt im Ortsteil Kornelimünster der Stadt Aachen in der Städteregion Aachen (Nordrhein-Westfalen). Der 584 Quadratmeter große Friedhof befindet sich am Schildchenweg, gegenüber dem kommunalen Friedhof und in der Nähe der Kirche St. Stephanus.
Nach der Gemeindechronik hat die Kommunalgemeinde Kornelimünster der jüdischen Gemeinde das Friedhofsgrundstück im Jahre 1845 zur Verfügung gestellt. 
Der älteste noch identifizierbare Grabstein stammt aus dem Jahre 1852. Die letzte nachgewiesene Beerdigung fand im Jahre 1935 statt. Es soll aber danach noch eine Beerdigung im Jahre 1938 stattgefunden haben. Für diesen Verstorbenen wurde aber kein Grabstein gesetzt.
Der Friedhof steht seit dem 7. August 2007 unter Denkmalschutz.
Es sind noch 29 Grabsteine (Mazewot), 2´zwei beschriftete Fragmente und ein Gedenkstein vorhanden. 
Da es schon im 17. Jahrhundert eine jüdische Gemeinde Kornelimünster gab, hat es sicherlich auch schon eine Begräbnisstätte gegeben. Gelegen hat sie zwischen dem Schildchenweg und dem Frankensteg. Nach einer Urkunde aus dem Jahre 1780 wurde der Jude Bernhard Benedict aus Stolberg in Kornelimünster beerdigt.